# Écozone paléarctique : plantes à graines par nom scientifique (Z)

## Za

### Zan
- Zannichellia - fam. Zannichelliacées
  - Zannichellia palustris - Zannichellie des marais

- Zantedeschia
  - Zantedeschia aethiopica voir Richardia africana - Bouillon blanc
  - Zantedeschia nana
  - Zantedeschia rehmannii voir Richardia rehmanni
- Zanthoxylum piperitum - fam. Rutacées - nom français Clavalier

### Zap
- Zapoteca

### Zau
- Zauschneria
  - Zauschneria californica
  - Zauschneria cana

## Ze

### Zea
- Zea - fam. Poacées
  - Zea mays - Maïs

## Zi

### Zig
- Zigadenus
  - Zigadenus elegans

### Zin
- Zingiberis - fam. Zingibéracées
  - Zingiberis officinalis - Gingembre

- Zinnia
  - Zinnia angustifolia - Zinnia

### Ziz
- Zizania - fam. Poacées
  - Zizania aquatica - Zizanie aquatique ou « Riz sauvage »
  - Zizania caduciflora
  - Zizania latifolia - Zizanie à large feuille
  - Zizania palustris - Zizanie des marais

- Zizyphus - fam. Rhamnacées
  - Zizyphus vulgaris ou Zizyphus jujuba - Jujubier ou « Circoulier » ou « Guindaulier »
  - Zizyphus africana ou Zizyphus spina ou Zizyphus napeca ou Zizyphus sphaerocarpa ou Zizyphus nabeca ou Zizyphus hamar - Jujubier de Palestine
  - Zizyphus amphibia
  - Zizyphus angolito
  - Zizyphus calophylla
  - Zizyphus horsfeldi
  - Zizyphus jujuba
  - Zizyphus lotus - Jujubier des lotophages
  - Zizyphus mauritiana ou Ziziphus jujuba, Ziziphus insularis
  - Zizyphus mucronatus - Jujubier épine de buffle
  - Zizyphus nummularia ou Zizyphus ratundifolia
  - Zizyphus obtusifolia
  - Zizyphus oxyphylla
  - Zizyphus rugosa
  - Zizyphus paliurus
  - Zizyphus talanai
  - Zizyphus truncata
  - Zizyphus xylocarpus
  - Zizyphus xylopyrus

## Zo

### Zol
- Zollernia

### Zor
- Zornia

### Zoy
- Zoysia
  - Zoysia tenuifolia

### Zyg
- Zygia

Voir aussi Plantes par nom scientifique | Flore.